# Désiré Bourgeois
Desiderius Victor Bourgeois (Mechelen, 1908. december 13. – ?) belga válogatott labdarúgó.
A belga válogatott tagjaként részt vett az 1934-es világbajnokságon.

## Külső hivatkozások
- Désiré Bourgeois – a FIFA adatbázisában

1. ↑  https://www.national-football-teams.com/player/62425.html. (Hozzáférés: 2020. július 2.)